# Vitali Moetko

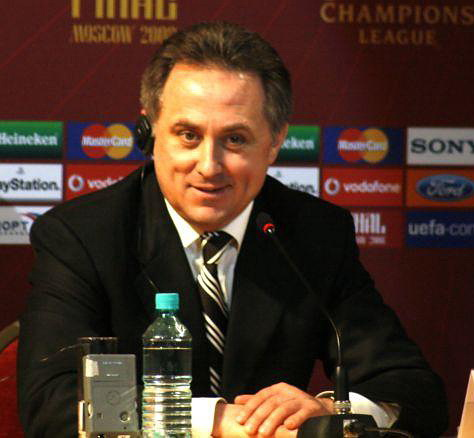
Moetko tijdens een persconferentie voorafgaand aan de UEFA Champions League-finale van 2008.

Vitali Leontijevitsj Moetko (Russisch: Вита́лий Лео́нтьевич Мутко́) (Kraj Krasnodar, 8 december 1958) is een Russisch politicus. Van 2008 tot oktober 2016 was hij minister van Sport. Eerder was hij als sportbestuurder voorzitter van de Russische voetbalclub Zenit Sint-Petersburg en de Russische voetbalbond. In 2016 promoveerde president Vladimir Poetin Moetko tot vicepremier.

## Levensloop
Moetko was actief bij de communistische jeugdbeweging Komsomol. In 1992 werd hij benoemd tot locoburgemeester van Sint-Petersburg. Vijf jaar later trad hij aan als voorzitter van voetbalclub Zenit Sint-Petersburg. In 2005 werd Moetko voorzitter van de Russische voetbalbond. In die hoedanigheid was hij verantwoordelijk voor het aantrekken van Guus Hiddink als bondscoach tijdens het EK voetbal in 2008.
Vanaf 2008 was Moetko minister van Sport. In die hoedanigheid was hij voorzitter van de delegatie die het Wereldkampioenschap voetbal 2018 naar Rusland wilde halen. In deze rol werd hij echter meermalen bekritiseerd naar aanleiding van zijn opmerkingen over de Engelse nominatie. Zo suggereerde Moetko dat het Engelse voetbal corrupt was. Later nuanceerde hij zijn uitspraken door te zeggen dat er, als je maar lang en diep genoeg zoekt, in ieder land corruptie te vinden is.
Later kwam Moetko in het nieuws door tijdens een persconferentie te bevestigen dat de Russische anti-homopropagandawetgeving ook tijdens de Olympische Winterspelen in 2014 van kracht zou zijn. Hierop kwam uit verschillende internationale hoeken kritiek en werd er onder meer door de Britse schrijver en acteur Stephen Fry om een boycot gevraagd.
Na de Spelen in Sotsji werd Moetko door klokkenluider Grigori Rodtsjenkov aangeduid als de centrale spil achter een antidopinglaboratorium. Tientallen Russische sporters namen deel aan een dopingprogramma. Leden van Russische geheime dienst verwisselde afgenomen urinemonsters voor schone urine, die eerder was verzameld. Dit gebeurde via een geheim luikje. Dit schandaal leidde ertoe dat Rusland niet mocht deelnemen aan de Olympische Winterspelen van 2018. Alleen sporters die nog nooit betrapt waren op het gebruik van doping mochten onder neutrale vlag deelnemen. Moetko werd door het IOC voor het leven geschorst.